# Ukrainischer Fußballpokal 2007/08
Der Ukrainische Fußballpokal 2007/08 war die 17. Austragung des ukrainischen Pokalwettbewerbs der Männer. Pokalsieger wurde Vorjahresfinalist Schachtar Donezk. Das Team setzte sich im Finale am 7. Mai 2008 im Metalist-Stadion von Charkiw gegen Titelverteidiger Dynamo Kiew durch.

## Modus
In den ersten vier Runden wurden die Begegnungen in einem Spiel ausgetragen. Bei unentschiedenem Ausgang wurde zur Ermittlung des Siegers eine Verlängerung gespielt. Stand danach kein Sieger fest, folgte ein Elfmeterschießen. Bis zum Achtelfinale hatten die unterklassigen Teams Heimrecht.
Im Viertel- und Halbfinale wurden die Sieger in Hin- und Rückspiel ermittelt. Bei Torgleichstand in beiden Spielen zählte zunächst die größere Zahl der auswärts erzielten Tore; gab es auch hierbei einen Gleichstand, wurde das Rückspiel verlängert und ggf. ein Elfmeterschießen zur Entscheidung ausgetragen.
Da beide Finalisten bereits über die Liga für die Champions League qualifiziert waren, ging der Startplatz für den UEFA-Pokal an den Liganächsten.

## Teilnehmende Teams
| Wyschtscha Liha (16) | Perscha Liha (19) | Druha Liha (17) | Amateur-Pokal (1)  |
| --- | --- | --- | ------------------ |
| - Arsenal Kiew - FK Charkiw - Dnipro Dnipropetrowsk - Dynamo Kiew - Karpaty Lwiw - Krywbas Krywyj Rih - Metalist Charkiw - Metalurh Donezk - Metalurh Saporischschja - Naftowyk-Ukrnafta Ochtyrka - Sakarpattja Uschhorod - Schachtar Donezk - Sorja Luhansk - Tawrija Simferopol - Tschornomorez Odessa - Worskla Poltawa | - Desna Tschernihiw - Dnipro Tscherkassy - Dnister Owidiopol - Enerhetyk Burschtyn - IgroService Simferopol - Illitschiwez Mariupol - Helios Charkiw - Krymteplyzja Molodischne - FK Lwiw - MFK Mykolajiw - Obolon Kiew - PFK Oleksandrija - Phönix-Illitschowez Kalinine - Prykarpattja Iwano-Frankiwsk - PFK Sewastopol - Stal Altschewsk - Stal Dniprodserschynsk - Wolyn Luzk - ZSKA Kiew | - Arsenal Charkiw - Chimik Krasnoperekopsk - Energija Juschnoukrajinsk - Hasowyk ChHW Charkiw - Hirnyk-Sport Komsomolsk - Jednyst Plysky - Knjascha Schtschaslywe - Komunalnyk Luhansk - FK Krasyliw - Kremin Krementschuk - Nafkom Browary - Nywa Ternopil - Olkom Melitopol - Olympik Donezk - Olympik Kirowohrad - Podillja Chmelnyzkyj - Schachtar Swerdlowsk - Spartak Iwano-Frankiwsk - Tytan Armjansk | - Halytschyna Lwiw |

## 1. Qualifikationsrunde
Teilnehmer: 13 Drittligisten und der Gewinner des Amateur-Pokals.
| Datum      |                               | Ergebnis  |                                 |
| ---------- | ----------------------------- | --------- | ------------------------------- |
| 20.07.2007 | Kremin Krementschuk (III)     | 1:0       | Podillja Chmelnyzkyj (III)      |
| 20.07.2007 | Hirnyk-Sport Komsomolsk (III) | 4:0       | Hasowyk ChHW Charkiw (III)      |
| 20.07.2007 | Arsenal Charkiw (III)         | 4:0       | Komunalnyk Luhansk (III)        |
| 20.07.2007 | Olympik Donezk (III)          | 3:2 n. V. | Schachtar Swerdlowsk (III)      |
| 20.07.2007 | Nafkom Browary (III)          | 5:0       | Olympik Kirowohrad (III)        |
| 20.07.2007 | Chimik Krasnoperekopsk (III)  | 0:2       | Olkom Melitopol (III)           |
| 20.07.2007 | Halytschyna Lwiw (Am)         | 3:2       | Energija Juschnoukrajinsk (III) |

## 2. Qualifikationsrunde
Teilnehmer: Die 7 Sieger der 1. Qualifikationsrunde, die 19 Zweitligisten und 4 weitere Drittligisten.
- Freilos: Stal Altschewsk 1
- Freilos: Illitschiwez Mariupol 2

| Datum      |                              | Ergebnis              |                                   |
| ---------- | ---------------------------- | --------------------- | --------------------------------- |
| 05.08.2007 | Halytschyna Lwiw (III)       | 0:1                   | PFK Oleksandrija (II)             |
| 08.08.2007 | Jednyst Plysky (III)         | 3:3 n. V. (3:2 i. E.) | Kremin Krementschuk (III)         |
| 08.08.2007 | Tytan Armjansk (III)         | 2:1                   | ZSKA Kiew (II)                    |
| 08.08.2007 | Olympik Donezk (III)         | 2:1 n. V.             | Hirnyk-Sport Komsomolsk (III)     |
| 08.08.2007 | Nafkom Browary (III)         | 0:2                   | PFK Sewastopol (II)               |
| 08.08.2007 | Helios Charkiw (II)          | 2:2 n. V. (3:0 i. E.) | Stal Dniprodserschynsk (II)       |
| 08.08.2007 | Arsenal Charkiwc (III)       | 1:2                   | MFK Mykolajiw (II)                |
| 08.08.2007 | Dnister Owidiopol (II)       | 1:1 n. V. (3:1 i. E.) | Krymteplyzja Molodischne (II)     |
| 08.08.2007 | Enerhetyk Burschtyn (II)     | 4:2 n. V.             | Wolyn Luzk (II)                   |
| 08.08.2007 | Nywa Ternopil (III)          | 2:0                   | Phönix-Illitschowez Kalinine (II) |
| 08.08.2007 | Knjascha Schtschaslywe (III) | 1:0                   | Olkom Melitopol (III)             |
| 08.08.2007 | FK Lwiw (II)                 | 3:0                   | Prykarpattja Iwano-Frankiwsk (II) |
| 08.08.2007 | IgroService Simferopol (II)  | 3:1                   | Obolon Kiew (II)                  |
| 08.08.2007 | Desna Tschernihiw (II)       | 0:0 n. V. (6:5 i. E.) | Dnipro Tscherkassy (II)           |

## 1. Runde
Teilnehmer: Die 16 Sieger der 2. Qualifikationsrunde und die 16 Erstligisten.
| Datum      |                                | Ergebnis  |                            |
| ---------- | ------------------------------ | --------- | -------------------------- |
| 24.09.2007 | Dnister Owidiopol (II)         | 2:0       | Enerhetyk Burschtyn (II)   |
| 25.09.2007 | Naftowyk-Ukrnafta Ochtyrka (I) | 2:0       | Sorja Luhansk (I)          |
| 25.09.2007 | PFK Oleksandrija (II)          | 1:2 n. V. | Metalurh Donezk (I)        |
| 26.09.2007 | Olympik Donezk (III)           | 1:2       | Desna Tschernihiw (II)     |
| 26.09.2007 | MFK Mykolajiw (II)             | 0:1       | Schachtar Donezk (I)       |
| 26.09.2007 | Knjascha Schtschaslywe (III)   | 0:1       | Illitschiwez Mariupol (II) |
| 26.09.2007 | FK Lwiw (II)                   | 2:1       | Sakarpattja Uschhorod (I)  |
| 26.09.2007 | Tytan Armjansk (III)           | 0:3       | Tschornomorez Odessa (I)   |
| 26.09.2007 | Helios Charkiw (II)            | 0:2       | Arsenal Kiew (I)           |
| 26.09.2007 | Jednyst Plysky (III)           | 0:3       | Stal Altschewsk (II)       |
| 26.09.2007 | PFK Sewastopol (II)            | 1:3       | Metalist Charkiw (I)       |
| 26.09.2007 | Nywa Ternopil (III)            | 1:0       | Krywbas Krywyj Rih (I)     |
| 26.09.2007 | IgroService Simferopol (II)    | 1:0       | Karpaty Lwiw (I)           |
| 26.09.2007 | Worskla Poltawa (I)            | 2:0       | FK Charkiw (I)             |
| 26.09.2007 | Metalurh Saporischschja (I)    | 0:1 n. V. | Tawrija Simferopol (I)     |
| 26.09.2007 | Dynamo Kiew (I)                | 2:0       | Dnipro Dnipropetrowsk (I)  |

## Achtelfinale
Teilnehmer: Die 16 Sieger der 1. Runde.
| Datum      |                             | Ergebnis              |                                |
| ---------- | --------------------------- | --------------------- | ------------------------------ |
| 31.10.2007 | Dnister Owidiopol (II)      | 0:1                   | Worskla Poltawa (I)            |
| 31.10.2007 | FK Lwiw (II)                | 1:2                   | Illitschiwez Mariupol (II)     |
| 31.10.2007 | IgroService Simferopol (II) | 1:4                   | Dynamo Kiew (I)                |
| 31.10.2007 | Nywa Ternopil (III)         | 0:0 n. V. (5:6 i. E.) | Tawrija Simferopol (I)         |
| 31.10.2007 | Stal Altschewsk (II)        | 1:2                   | Metalurh Donezk (I)            |
| 31.10.2007 | Tschornomorez Odessa (I)    | 2:2 n. V. (3:1 i. E.) | Metalist Charkiw (I)           |
| 31.10.2007 | Desna Tschernihiw (II)      | 1:1 n. V. (2:4 i. E.) | Naftowyk-Ukrnafta Ochtyrka (I) |
| 31.10.2007 | Schachtar Donezk (I)        | 4:1                   | Arsenal Kiew (I)               |

## Viertelfinale
| Datum             |                                | Gesamt |                          | Hinspiel | Rückspiel |
| ----------------- | ------------------------------ | ------ | ------------------------ | -------- | --------- |
| 17.11./05.12.2007 | Naftowyk-Ukrnafta Ochtyrka (I) | 2:4    | Metalurh Donezk (I)      | 2:3      | 0:1       |
| 05.12./08.12.2007 | Tawrija Simferopol (I)         | 2:3    | Dynamo Kiew (I)          | 2:0      | 0:3       |
| 08.12./12.12.2007 | Worskla Poltawa (I)            | 1:4    | Schachtar Donezk (I)     | 0:3      | 1:1       |
| 09.12./15.12.2007 | Illitschiwez Mariupol (II)     | 2:5    | Tschornomorez Odessa (I) | 2:1      | 0:4       |

## Halbfinale
| Datum             |                          | Gesamt |                      | Hinspiel | Rückspiel |
| ----------------- | ------------------------ | ------ | -------------------- | -------- | --------- |
| 19.03./16.04.2008 | Tschornomorez Odessa (I) | 1:5    | Schachtar Donezk (I) | 1:2      | 0:3       |
| 19.03./16.04.2008 | Dynamo Kiew (I)          | 3:1    | Metalurh Donezk (I)  | 2:1      | 1:0       |

## Finale
| Paarung          | Schachtar Donezk – Dynamo Kiew |
| Ergebnis         | 2:0 (1:0) |
| Datum            | 7. Mai 2008 |
| Stadion          | Metalist-Stadion, Charkiw |
| Zuschauer        | 28.000 |
| Schiedsrichter   | Wiktor Schwezow |
| Tore             | 1:0 Oleksandr Hladkyj (44.) 2:0 Oleksij Haj (78.) |
| Schachtar Donezk | Andrij Pjatow – Dmytro Tschyhrynskyj, Oleksandr Kutscher (46. Wolodymyr Jeserskyj), Ilsinho (86. Willian), Tomáš Hübschman – Răzvan Raț, Fernandinho, Igor Duljaj (75. Oleksij Haj), Darijo Srna – Oleksandr Hladkyj, Brandão Cheftrainer: Mircea Lucescu ( Rumänien)        |
| Dynamo Kiew      | Oleksandr Schowkowskyj – Pape Diakhaté, Badr El Kaddouri, Marjan Marković (46. Miloš Ninković), Witalij Mandsjuk – Tiberiu Ghioane, Carlos Corrêa, Oleksandr Alijew (83. Artem Milewskyj), Ayila Yussuf – Artem Krawez, Ismaël Bangoura Cheftrainer: Juri Slonim ( Russland) |
| Gelbe Karten     | Oleksandr Kutscher, Răzvan Raț – Witalij Mandsjuk, Oleksandr Alijew |
| Platzverweise    | Oleksandr Hladkyj (87.) – keine |
|                  | Brandão (80.), Wolodymyr Jeserskyj (87.) – Pape Diakhaté (73.), Ismaël Bangoura (80.) |